# Pseudostenophylax amphion
Pseudostenophylax amphion is een schietmot uit de
familie Limnephilidae. De soort komt voor in het Oriëntaals gebied.